# Sandhorst

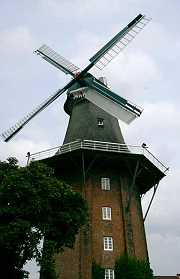
De bovenkruiermolen in Aurich

Sandhorst is een plaats in de gemeente Aurich, in de deelstaat Nedersaksen in Duitsland.
Het dorp ligt direct ten noorden van de stadskern van Aurich en had in 2008 bijna 4.200 inwoners. Volgens de website van de gemeente Aurich bedroeg het inwonertal per 30 juni 2020: 4.472.
Het grote industrieterrein, waar de Enercon-windturbinefabrieken staan, ligt deels in het gebied van Sandhorst en deels in dat van buurdorp Tannenhausen. De goederenspoorlijn Abelitz - Aurich loopt door Sandhorst; de Enercon-fabriek heeft er een goederenstation. De Bundesstraße 210 van Aurich-centrum naar Wittmund en Wilhelmshaven loopt door Sandhorst.
Van rond 1960 tot 2013 stond de Blücherkazerne van de Luftwaffe van de Bundeswehr in het dorp. Honderden dorpelingen hadden in die tijd een baan als beroepsmilitair. In de jaren 1960 is ook voor de beroepsmilitairen en hun gezinnen een grote woonwijk gebouwd, die nog steeds een belangrijk deel van Sandhorst uitmaakt.
In het dorp staat een markante, achtkante bovenkruier uit 1908 met een groot bijgebouw. Dit is de Sandhorster Mühle. In en om deze molen speelt zich een groot aantal activiteiten van het plaatselijke verenigingsleven af.